# Różanka-Leśniczówka (Świątki)
Różanka-Leśniczówka ist ein Ort in der polnischen Woiwodschaft Ermland-Masuren. Er gehört zur Landgemeinde Świątki (Heiligenthal) im Powiat Olsztyński (Kreis Allenstein).
Różanka-Leśniczówka liegt im nördlichen Westen der Woiwodschaft Ermland-Masuren, 19 Kilometer nordwestlich der Kreismetropole Olsztyn (Allenstein).
Über die Gründung und die Geschichte des Ortes liegen keine Belege vor, auch nicht zu der Frage, ob er vor 1945 eine deutsche Bezeichnung hatte. Möglich ist, dass er erst nach 1945 entstanden ist.
Die Namensähnlichkeit macht es wahrscheinlich, dass Różanka-Leśniczówka ein „część wsi Różynka“ (= „Teil des Dorfs Różynka“) ist. Herbei handelt es sich um den Nachbarort Różynka (Rosengarth). Er gehört wie Różanka-Leśniczówka zur Gmina Świątki (Landgemeinde Heiligenthal) im Powiat Olsztyński (Kreis Allenstein), von 1975 bis 1998 der Woiwodschaft Olsztyn, seither der Woiwodschaft Ermland-Masuren zugehörig.
Różanka-Leśniczówka liegt an einer Nebenstraße, die bei Jankowo (Ankendorf) von der Woiwodschaftsstraße 530 abzweigt und bis nach Różynka führt.
Eine Bahnanbindung besteht nicht.